# Aureilhan (Altos Pirenéus)
Aureilhan é uma comuna francesa na região administrativa de Occitânia, no departamento dos Altos Pirenéus. Estende-se por uma área de 9,44 km², Em 2010 a comuna tinha 8 071 habitantes (densidade: 855 hab./km²)..